# Instituto Franco-Alemán
El Instituto Franco-Alemán (en alemán: Deutsch-Französisches Institut - DFI) es un centro de investigación y documentación independiente sobre la Francia contemporánea y las relaciones franco-alemanas.
El instituto tiene la forma jurídica de una asociación declarada. 

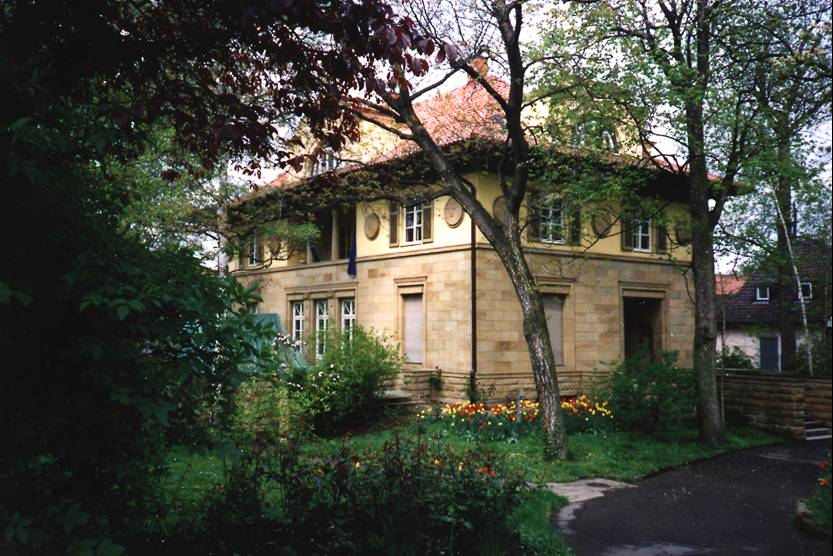
La sede principal del Instituto Franco-Alemán en Luisburgo.

Recibe apoyo por parte del Ministerio de Asuntos Exteriores Alemán, del Ministerio de Investigación del estado de Baden-Wurtemberg y de la ciudad de Luisburgo, la cual aydemás acoge su sede. Los proyectos del Instituto son financiados con fondos proporcionados por organismos y terceras personas.

## Historia
El Instituto ha sido fundado en 1948 en la ciudad de Luisburgo con el objetivo de "animar la unión franco-alemana en todos los ámbitos a través de la vía intelectual y pública" (artículo 1 de sus estatutos) Su sede central se encuentra en Luisburgo habiéndose inaugurado una subsede en París en el año 2004. La "Frankreich-Bibliothek" del dfi, se inauguró en 1990, y se encuentra situada en un edificio adyacente a la sede central del instituto en Luisburgo.
Eminentes representantes de la sociedad civil han participado en la creación del instituto. De manera que entre sus padres fundadores encontramos entre otros a personajes de la talla de Carlo Schimd, Theodor Heuss y Friz Schenk por la parte alemana, así como Joseph Rovan y Alfrend Grosser asociados de la parte francesa. El primer director del instituto fue Fritz Schenk (en funciones de 1948 a 1972) a quién le sucedió Robert Picht (de 1972 a 2002) y Frank Bassner (director desde 2002 hasta la actualidad).
A la cabeza del instituto se encuentra un presidente, cuya función desempeña desde 2005 el expresidente del estado de Baden-Wurtemberg, Erwin Teufel.
El Instituto cuenta en la actualidad con una veintena de colaboradores entre los que se cuentan cinco investigadores.

## Perfil y tareas
La investigación basada en casos prácticos y las actividades de asesoramiento son las actividades principales del Instituto. Los trabajos analizan esencialmente la evolución de las políticas económicas y sociales de la Francia contemporánea así como a todo aquello que concierne a las relaciones franco-alemanas.
Se concede una importancia muy particular en estas distintas actividades a los temas de política económica, social y europea así como a la cuestión transversal de la comunicación intercultural. La mayor parte del tiempo, estos trabajos se efectúan en el marco de proyectos realizados a largo plazo, que son financiados entera o parcialmente por fondos puestos a disposición por terceros. Las subvenciones proceden generalmente de fundaciones sin ánimo de lucro y empresas.
Estos proyectos se realizan en la idea de interconectar ciencia teórica y práctica, lo que puede traducirse concretamente en conferencias o seminarios especializadas, numerosas publicaciones e incluso entrevistas con los medios de comunicación.
Además, el instituto organiza, independientemente de los distintos proyectos, seminarios y programas de formación continua, en particular, para los estudiantes, los funcionarios y los periodistas de Francia y Alemania. Los investigadores del centro ejercen a su vez como profesores de Universidades tanto alemanas como extranjeras.
Los trabajos del instituto van dirigidos no sólo a los responsables y a las personas influyentes del mundo político, económico, educativo y de la información sino también al opinión pública de Alemania y Francia

## Biblioteca (Frankreich-Bibliothek)

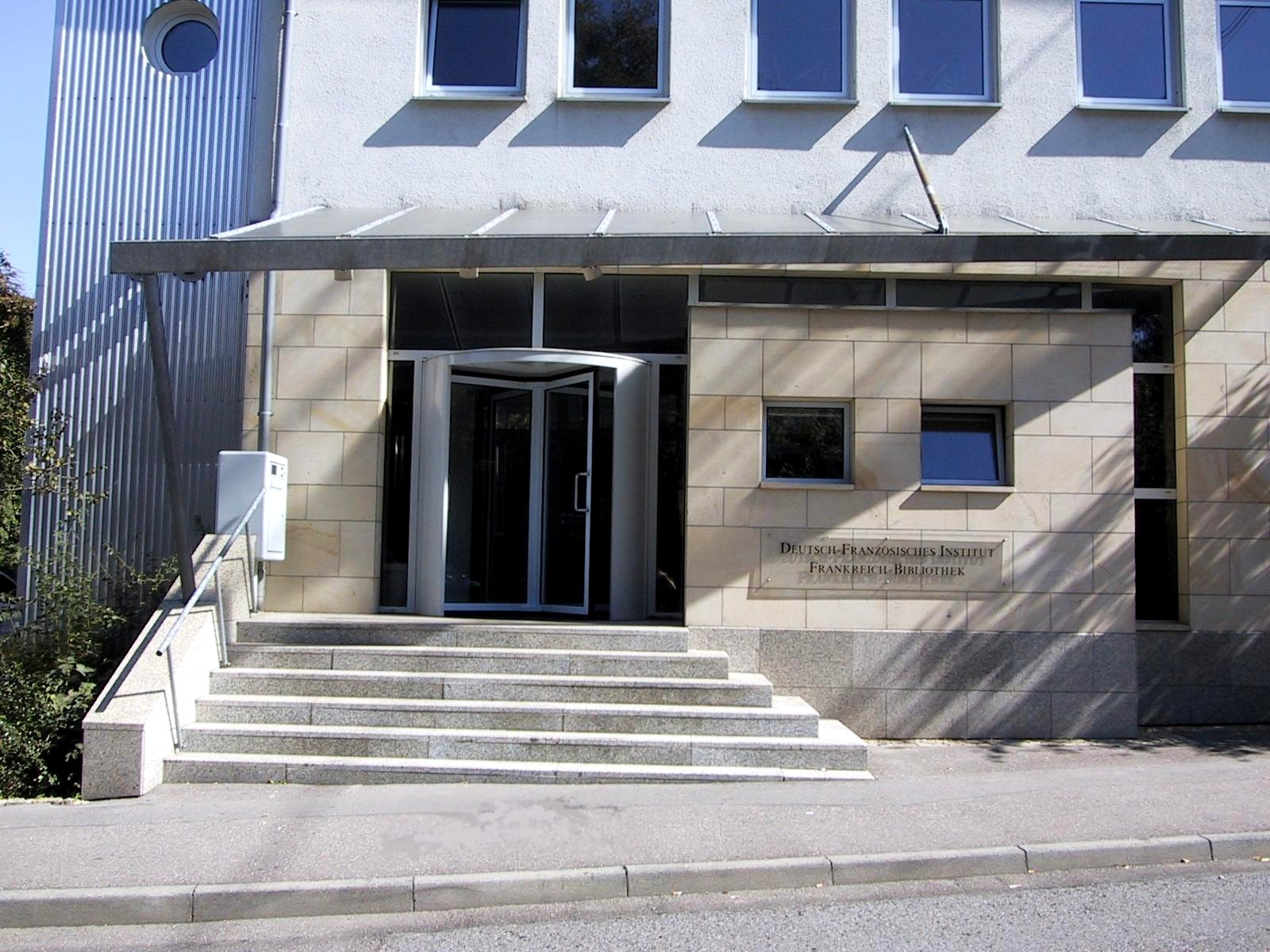
La biblioteca del Instituto Franco-Alemán en Luisburgo.

La Bliblioteca (Franrkeich-Bibliothek) del DFI ha sido creada en 1990. Se trata de una biblioteca científica especializada abierta a todos que reúne obras referentes a la Francia Contemporánea y a las relaciones franco-alemanas. La biblioteca reúne aproximadamente 37.000 obras en ciencias sociales contemporáneas. A eso se añade un fichero de prensa creado en los años setenta y que cuenta más de medio millón de artículos sistemáticamente clasificados. 
El DFI, representado por su biblioteca, es miembro de la Red de información especializada “Relaciones internacionales y estudios regionales” y participa activamente en este marco en el mantenimiento y en el buen funcionamiento de las bases de datos World Affaires Online (WAO). El conjunto de las obras de la biblioteca (incluidos artículos de estudios u obras colectivas, pero a excepción de los artículos de prensa) está recogido en esta base de datos y su catálogo así como en otros catálogos regionales y nacionales es accesible a través de Internet. La biblioteca es un miembro asociado de Südwestdeutscher Bibliotheksverbund (SWB).
Para permitir a jóvenes investigadores alemanes o extranjeros efectuar estancias de investigación más largas en Luisburgo, el DFI ofrece un programa de becas adaptado.